# Jacky Munaron
Jacques "Jacky" Munaron (n. Namur, Bélgica, 8 de septiembre de 1956) es un exfutbolista belga, que jugaba de portero y militó en diversos clubes de Bélgica.

## Selección nacional
Con la Selección de fútbol de Bélgica, disputó 8 partidos internacionales. Incluso participó con la selección belga, en 2 ediciones de la Copa Mundial. La primera participación de Munaron en un mundial, fue en la edición de España 1982. donde su selección quedó eliminada, en la segunda fase de la cita de España y la segunda fue en México 1986, donde su selección obtuvo el cuarto lugar, en la cita de México.

### Participaciones en Copas del Mundo
| Mundial                        | Sede   | Resultado    |
| ------------------------------ | ------ | ------------ |
| Copa Mundial de Fútbol de 1982 | España | Segunda fase |
| Copa Mundial de Fútbol de 1986 | México | Cuarto lugar |

### Participaciones en Eurocopas
| Mundial       | Sede    | Resultado    |
| ------------- | ------- | ------------ |
| Eurocopa 1984 | Francia | Primera Fase |

## Clubes
| Club           | País    | Año         |
| -------------- | ------- | ----------- |
| Anderlecht     | Bélgica | 1974 - 1989 |
| RFC Lieja      | Bélgica | 1989 - 1992 |
| Standard Lieja | Bélgica | 1992 - 1995 |
| Aalst          | Bélgica | 1995 - 1996 |

## Anécdota
El 25 de noviembre de 1983, en el partido de ida de los octavos de final de la Copa de la UEFA 1983-84, jugando los últimos minutos del partido entre el RC Lens y RSC Anderlecht (defensor del título), que se disputó en Lens, el club de Bruselas abrió el marcador de Franky Vercauteren, y el equipo francés, dirigido por el entrenador Gérard Houllier, no parece capaz de regresar. Jugamos el minuto 90 del partido, cuando el extremo derecho danés Kenneth Brylle aborda un pase inofensivo detrás de Munaron. Y allí surge lo irracional, en forma de un guijarro (¡lanzado por los hinchas del Anderlecht!) Que brota de las gradas: su trayectoria parabólica, se encuentra con la del globo, que Munaron se estaba preparando, para controlar en silencio. Totalmente sorprendido por este falso rebote, el internacional comenzó apurado, pero demasiado tarde, para evitar la igualación más curiosa jamás vista, en el estadio inaugurado en 1934. En el partido de vuelta, Anderlecht clasifica a la siguiente fase, con una victoria por 1-0.